# Ommata socia
Ommata socia är en skalbaggsart som beskrevs av Julius Melzer 1935. Ommata socia ingår i släktet Ommata och familjen långhorningar. Inga underarter finns listade i Catalogue of Life.